# Virtuelle Influencer

## Virtuelle Influencer
Ein virtueller Influencer (auch: Digitaler Influencer, CGI-Influencer) ist eine computergenerierte Figur, die auf Social-Media-Plattformen wie Instagram, TikTok oder YouTube Inhalte veröffentlicht und dabei Funktionen klassischer menschlicher Influencer übernimmt. Virtuelle Influencer werden von Marken, Agenturen oder spezialisierten Studios entwickelt und zunehmend für Marketing, Unterhaltungsformate sowie digitale Kommunikation eingesetzt.

## Geschichte
Die ersten bekannten virtuellen Influencer traten Mitte der 2010er-Jahre auf. Besonders populär wurde die 2016 gestartete Figur Lil Miquela (Miquela Sousa), die millionenfach auf Instagram und Spotify verfolgt wird.  Ebenfalls 2017 sorgte das digitale Supermodel Shudu Gram für internationale Aufmerksamkeit.  In Japan etablierte sich parallel das Phänomen der VTuber (Virtual YouTuber), bei denen Avatare – oft in Anime-Optik – Livestreams moderieren.

## Technologien und Formate
Virtuelle Influencer basieren auf unterschiedlichen Technologien:
- **3D-Modelling und CGI** – klassische computergenerierte Bilder und Animationen
- **Motion Capture** – Übertragung menschlicher Bewegungen auf digitale Figuren
- **Künstliche Intelligenz** – KI-gestützte Avatare, die Sprache, Mimik und Gestik automatisch generieren
- **VTuber-Technologien** – Face-Tracking und Live-Rendering für Streaming-Avatare

## Forschung
Die wissenschaftliche Auseinandersetzung mit virtuellen Influencern untersucht Wirkung, Glaubwürdigkeit und ökonomische Relevanz:
- Eine Frontiers in Psychology-Studie (2024) fand, dass virtuelle Influencer teilweise als glaubwürdiger und kompetenter wahrgenommen werden als reale Influencer.[5]
- Eine Untersuchung im Fachjournal Computers in Human Behavior (2024) zeigte, dass emotionale Ausdrucksfähigkeit virtueller Influencer das Engagement der Nutzer signifikant steigert.[6]
- Shen (2024) analysierte 33 Instagram-Influencer und stellte fest, dass nicht markengebundene virtuelle Figuren ein höheres Engagement erzielen – Marken sollten daher eher Kooperationen eingehen als eigene Avatare schaffen.[7]
- Eine Studie zu „Avatar Marketing“ (2022) entwickelte eine Typologie, wie Avatare zwischen Humanisierung und Robotisierung wirken und Engagement erzeugen.[8]
- Eine Branchenstudie aus Deutschland prognostiziert, dass virtuelle KI-Avatare insbesondere als „digitale Micro-Influencer“ für Nischen-Zielgruppen (z. B. Gen Z) hohe Relevanz gewinnen.[9]

## Beispiele
- Lil Miquela (USA) – Mode, Musik und Markenkooperationen
- Shudu Gram (UK) – digitales Supermodel, u. a. Kampagnen für Balmain
- Imma (Japan) – Lifestyle-Avatar mit Millionenreichweite in Asien
- Lu do Magalu (Brasilien) – Avatar des Einzelhändlers Magazine Luiza, gilt als einer der erfolgreichsten kommerziellen Avatare weltweit[10]

## Markt
Laut Analysen von Influencer-Marketing-Plattformen werden virtuelle Influencer zunehmend in Kampagnen integriert. Storyclash listete 2025 über 200 aktive Avatare mit Millionenpublikum.  Studien weisen darauf hin, dass virtuelle Influencer eine höhere Konsistenz (keine Skandale, jederzeit steuerbar) bieten, während Authentizität und emotionale Bindung kontrovers diskutiert werden.

## Kritik und ethische Diskussion
- **Authentizität** – Kritiker bezweifeln, dass synthetische Figuren Vertrauen aufbauen können.
- **Manipulation** – Gefahr der Irreführung, wenn Avatare nicht klar als künstlich erkennbar sind.
- **Diversität und Schönheitsideale** – Gefahr stereotyper Darstellungen (z. B. hyper-ästhetisierte Körper).
- **Arbeitsmarkt** – mögliche Verdrängung menschlicher Influencer oder Models.